# Roberto Aciolli
José Roberto Aciolli dos Santos, conhecido como Roberto Aciolli (Arapongas, 5 de agosto de 1958), é um jornalista,  apresentador de televisão e politico brasileiro.

## Carreira
Em março de 2003, criou um programa de televisão com ênfase em notícias policiais (reestruturando um antigo programa apresentado pelo Ratinho) e que denominou de 190 (lê-se um, nove, zero). Atuando como o âncora do programa, o "190" já fez parte da grade da CNT (Central Nacional de Televisão) e atualmente esta na Top TV.

## Política
Filiado ao Partido Verde, candidatou-se ao cargo de vereador da capital paranaense em 2000 e para deputado estadual no Paraná em 2006. Em ambos os pleitos, não foi eleito.
Em 2008, foi eleito o vereador mais votado da cidade de Curitiba com 17.377 votos e em 2010 foi eleito deputado estadual para a Assembléia Legislativa do Paraná (ALEP).
Em 2014 (23.173 votos) e 2018 (20.226 votos), tentou a reeleição ao cargo de deputado estadual, sem sucesso, ficando com uma das suplências do partido. Em 2020, tentou retornar para a Câmara Municipal de Curitiba, mas com apenas 1.631 votos, foi o sexto mais votado do partido, sendo que somente o primeiro da lista foi eleito.

## Processos políticos/judiciais

### Homicídio
Em 2008, foi denunciado pelo Ministério Público (MP) pela morte do engraxate Paulo César Heider, ocorrido na madrugada de 1 de dezembro de 1999, quando, segundo as investigações apontaram, o próprio jornalista executou a tiros o engraxate (depois de ter colocado um investigador particular para achar os criminosos) com a alegação de que o mesmo foi um dos responsáveis pelo roubo do comércio de sua esposa, ocorrido algumas dias antes.
Em 2019, foi condenado, em primeira instância, a cinco anos de prisão pelo homicídio.

### Inelegibilidade
Em 2014, o TRE-PR de forma indevida declarou a inelegibilidade do jornalista Roberto Aciolli, caso o jornalista assumisse a suplência de deputado estadual. O TRE considerou irregular as doações de campanha para o cargo de deputado nas eleições de 2010. O Tribunal Superior Eleitoral (TSE) alterou a decisão equivocada do TRE-PR e deferiu a candidatura à reeleição de Aciolli, por decisão do ministro Luiz Fux.